# Provincia di Huallaga
La provincia di Huallaga è una provincia del Perù, situata nella regione di San Martín. Essa confina al nord con la regione di Amazonas, ad est con la provincia di El Dorado e la provincia di Bellavista, a sud con la provincia di Mariscal Cáceres e ad ovest con la regione di La Libertad.

## Geografia antropica

### Suddivisioni amministrative
La provincia è suddivisa in sei distretti:
- Alto Saposoa
- El Eslabón
- Piscoyacu
- Sacanche
- Saposoa
- Tingo de Saposoa